# 漏電
漏電（ろうでん、英: electrical fault / fault current）とは、絶縁体の絶縁が破れたり、外的要因により導体間が電気的に接続されたりして目的の電気回路以外に電流が流れること。感電、火災、電力の損失などの原因となる。回路上の2点間が直結される短絡とは異なる。

## 概要
漏電は、電気が回路外へと流れることで、予期しない動作不良や事故を招くため、信頼性設計の範疇では、さまざまな方法で予防される。被害の予防策としては、電気回路の絶縁を行ったり、その絶縁体の構造としての強度を上げたり、より効果的に絶縁されるよう二重三重に絶縁体を用いる方向と、逆に接地など漏電した際の被害を最小限に抑えるための機構を組み込む方向が見られる。
配電線などの漏電では、初期状態では気付きにくいことが多く、また部位を特定することが難しいため、定期的な検査が必要である。
これら漏電に関しては、設計者の予期しない利用状況におけるケースも見られ、信頼性設計に含まれるフールプルーフ（専門知識のない者が利用しても、事故を起こさないようにする設計）では、予期の難しいケースに対しても対応する場合もある。こと白物家電など家電でも広く一般家庭に普及し、また誰でも使用することを前提とした工業製品では、さまざまな安全のための工夫も凝らされている。

## 原因
漏電には次のような原因が考えられる。
- 不適切な電気工事によるもの[1]
- 絶縁体（絶縁物）の劣化や破損によるもの
- 水濡れ…水自体の電気伝導度は低いが、一般生活における水は多くの電解質が溶解しているため、電気機器が水濡れすると容易に漏電する
- 塩害…送電機器に塩分が付着し、それによる絶縁低下、腐食などが原因となる
- アースの誤った使用
- 昆虫やネズミの侵入・ケーブル破壊など、人間以外の動物によるもの
- トラッキング現象（ホコリ、特にコンセントの露出部分の蓄積）

また電子回路では回路が微細なので結露によって電流が設計外の場所に流れ、機器の異常動作となって現れる場合もある。

## 漏電に関連する現象
漏電では、最も直接的な現象に感電が挙げられる。特に家庭用商用電源では電流で負傷したり致死の危険もあるため、注意が必要である。絶縁破壊に至っている機器を知らずに使用したり素人修理や改造して使用し、感電するケースは後を絶たない。また、台所や風呂場など水を使う場所で利用していて、事故に遭うケースも少なくない。
また、電流が流れる電気回路はジュール熱で熱を帯びるが、設計された耐熱温度を超えると、発火により火災を起こす。火災に至らないまでも絶縁皮膜が融け、漏電やショートを起こす場合も少なくない。いわゆるたこ足配線でテーブルタップなどの先に幾つもの消費電力が大きい家電（暖房器具や掃除機など）を接続して使うと、安価なテーブルタップや長いケーブルは熱を帯びる。接続して使用する機器の合計消費電力にも注意を払う必要がある。
この他には、安全装置である接地に電力が流れている場合は、実害がないため気付かないでいると、消費電力が余計にかかることもあるが、こちらは漏電遮断器やヒューズが作動するため、停電に陥る場合もある。この場合は火事や感電といった最悪の事態は回避されるものの、停電に伴う不便な状態になる。
乾電池や二次電池の場合、その多くでは電圧が低いため、接地側に漏電したとしても感電しにくい。ただし電気回路として短絡すると電池の種類によっては瞬間的に大電流が流れ回路が破壊されたり、電池内部の化学反応で爆発したり、電池から発生したガス（水素ガス）への引火や、電池の破損に伴う内容液の漏出（液漏れ）による被害に繋がることもある。

## トラッキング現象
コンセントとプラグのすき間に大量のホコリが蓄積され、それが湿気を帯びた場合に漏電することがあり、経時と共に漏電部が沿面放電し炭化、炭化部から発火する。これをトラッキング現象と呼ぶ。
程度によっては電流が流れホコリが発火し、火災の原因となることがある。このような状況下にある場合は定期的に清掃するか、プラグにトラッキング現象を防止するための部品（ホコリの侵入を防ぎ、接点部を密閉する）を取り付ける必要がある。特に大型家電製品の裏側など普段目にされない場所などに発生しやすい。また、タコ足配線のような過剰なコンセントの増設は、それだけ接点が増えトラッキング火災の原因ともなりやすい。
このほか、アクアリウムなど水を使用する機器では、その周辺で同様の漏電による火災も報告されており、2000年代には東京都でペットとして飼育していた観賞魚が暴れた際にコンセントに水がかかり火災になった事例も報じられている。
コンセント部分にすすが付着していた場合は、要注意である。
近年では100円ショップやホームセンターなどでトラッキング現象を軽減させる目的でラバーを使ったコンセントとプラグにほこりがたまりにくくできる受け口が発売されている。しかし、1年で交換を強く推奨している場合が多い。年数が経つと、接着強度が弱まり防塵の役目を果たさなくなるためである。さらに、ラバーが腐食して余計に被害が拡大する恐れもある。

## 検査
配電線を新たに設置する際には必ず漏電検査を行う。漏電検査には絶縁抵抗計などの機器が用いられる。また、漏電遮断器が切れた場合や、水害、漏水が生じた際には電気を利用する前に漏電検査が必要である。

### 検査と悪徳商法
漏電検査を装って家庭を訪問し、代金を請求する詐欺行為（点検商法）がある。予告なく検査が行われることはないので、不審に思ったら訪問者の身分（業者名、氏名など）を確認するとともに最寄りの電力会社に照会するとよい。なお、電力会社には4年に1回各家庭の漏電などの検査を行う義務があるが実際には委託業者が行っている。電力会社の義務のため検査の料金は発生しない。

## 注・出典
1. ↑  新潟大火 (1955年)では、ラスへの漏電で発熱・発火したとされているが、当時は技術基準に該当する項目がなかったため、施工不良による失火として施工者が厳しく処罰された。詳細は新潟大火失火被疑事件を参照。現在では『電気設備の技術基準の解釈』第145条【メタルラス張り等の木造造営物における施設】が制定されている。
2. ↑  トラッキング現象にご注意！（九州電力ホームページ）
3. ↑  中部電力オフィシャルサイトの注意勧告・2006年リリース
4. ↑  九州電力オフィシャルサイトの注意勧告